# De lectionibus
Il De lectionibus libri III, o più semplicemente De lectionibus, è un'opera di Marco Terenzio Varrone, non pervenuta, appartenente al gruppo di studi storico-letterari e filologici dell'erudito reatino.
L'opera, di cui rimangono pochi frammenti, descriveva alcuni aspetti storici della letteratura latina; era suddivisa in tre libri.